# Finn spicc

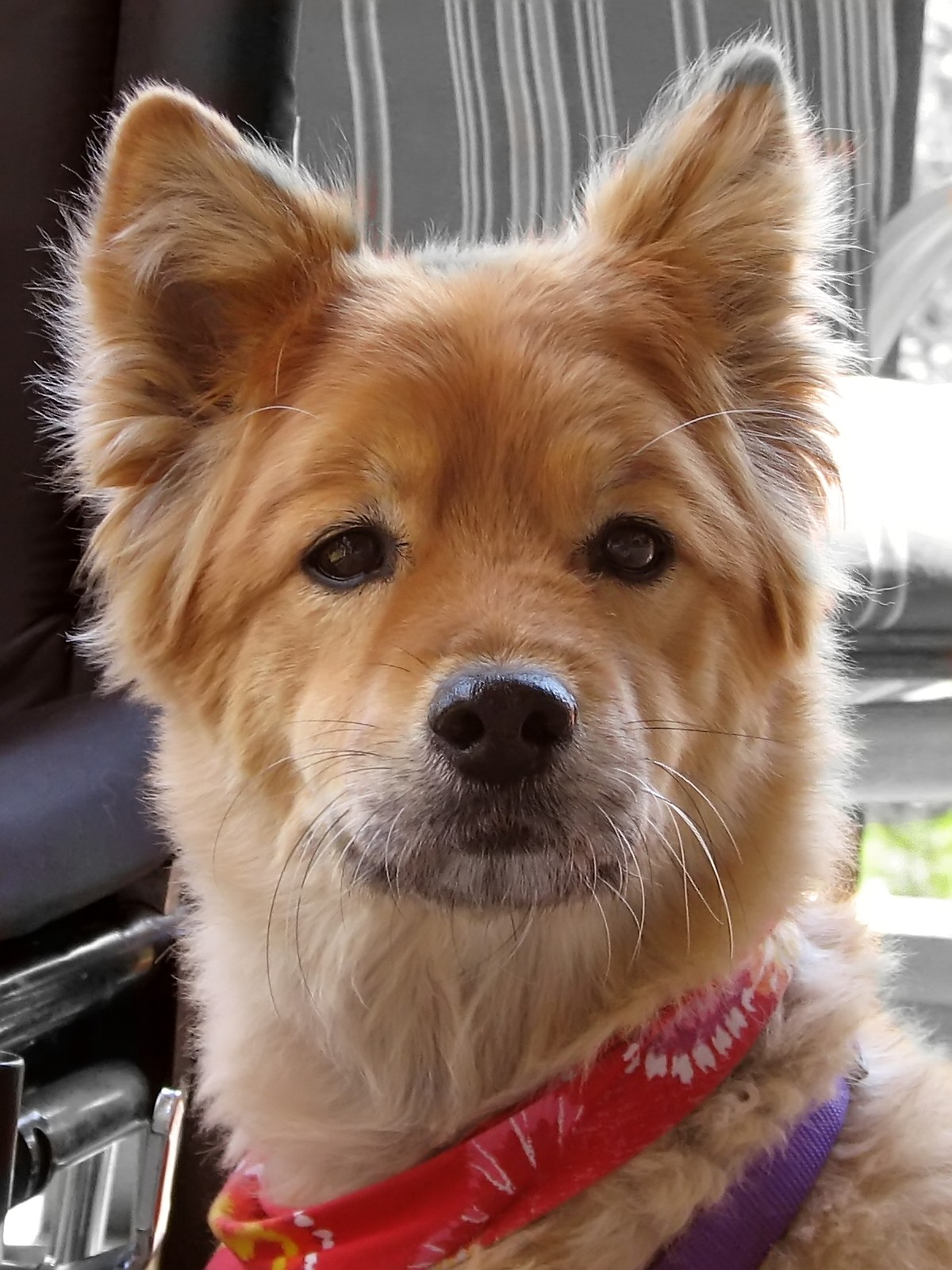
Finn spicc szemből

## Fajta története
A finn spicc fajtatisztasága veszélybe került a múlt század elejére Finnországban, ezért a kormány felállított egy standardot, amelynek alapján el kell bírálni a kutyákat. Mára a legnépszerűbb kutya Finnországban, s elismert nemzeti kutyafajta. Ugató madarászkutyának is hívják, mivel a vadon élő madarak, kifejezetten a fajdok ügyes vadásza.

## Méret
39–50 cm magas, 14–16 kg a tömege.

## Élettartam
12–14 év

## Azonosító jegyek
Sötét szemek, fekete szegéllyel. Fekete orr és ajkak. Kicsi, hegyes fülek. Erős, egyenes elülső negyed, izmos hátsó lábak. A színe általában rőtbarna vagy rőtarany, a hátulján világosabb foltokkal.

## Jelleg
Élénk, barátságos és független.

## Háziállatnak való alkalmazkodás
Erős akaratú, nem alkalmas olyan háztartásba, ahol kisgyerekek, vagy más háziállatok is vannak.